# 莱萨沃尼耶尔
莱萨沃尼耶尔（法語：Les Avenières，法語發音：[lez‿avənjɛʁ]）是法国伊泽尔省的一个旧市镇，属于拉图尔迪潘区。2016年1月1日，莱萨沃尼耶尔与市镇韦兰-蒂埃兰合并为新市镇莱萨沃尼耶尔-韦兰-蒂埃兰。

## 地理
莱萨沃尼耶尔（45°38'9"N, 5°33'48"E）面积30 平方千米，位于法国奥弗涅-罗讷-阿尔卑斯大区伊泽尔省，该省份为法国东南部内陆省份，北起顺时针与安省、萨瓦省、上阿尔卑斯省、德龙省、阿尔代什省、卢瓦尔省和罗讷省。
与莱萨沃尼耶尔接壤的市镇（或旧市镇、城区）包括：布雷涅-科尔东、圣伯努瓦。
莱萨沃尼耶尔的时区为UTC+01:00、UTC+02:00（夏令时）。

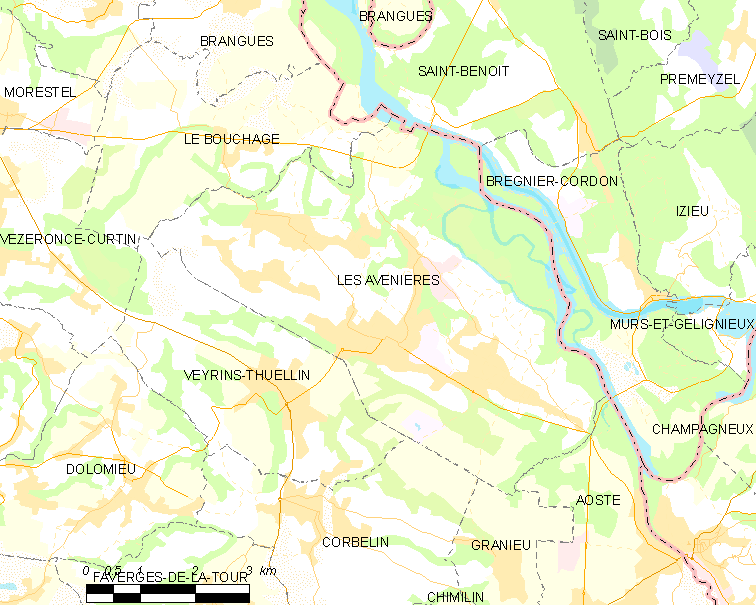
莱萨沃尼耶尔的OSM定位图

## 行政
莱萨沃尼耶尔的邮政编码为38630，INSEE市镇编码为38022。

## 政治
莱萨沃尼耶尔所属的省级选区为莫雷斯泰勒县。

## 人口

1962-2008年间莱萨沃尼耶尔人口变化图示

莱萨沃尼耶尔于2018年1月1日时的人口数量为5643人。